# Clube Atlético Colatinense
Il Clube Atlético Colatinense, noto anche semplicemente come Colatinense, è una società calcistica brasiliana con sede nella città di Colatina, nello stato dell'Espírito Santo.

## Storia
Il club è stato fondato il 17 ottobre 2005. Il Colatinense ha vinto il Campeonato Capixaba Série B nel 2006.

## Palmarès

### Competizioni statali
- Campeonato Capixaba Série B: 1

2006